# Куно фон Арнсберг
Куно фон Арнсберг (на немски: Kuno von Arnsberg; † пр. 1093) от Дом Куик е господар на собствености при Арнсберг във Вестфалия.

## Фамилия
Куно фон Арнсберг се жени за Матилда фон Билщайн († сл. 1092), дъщеря на Еберхард фон Билщайн († сл. 1093). Те имат една дъщеря:
- Гертруд фон Арнсбург (* ок. 1076; † ок. 1148), омъжена за Еберхард фон Хаген († ок. 1093/сл. 1122)[2]